# إحصائيات كأس العالم 2018
هذه مقالة مختصة بإحصائيات بطولة كأس العالم لكرة القدم 2018 والمقامة في روسيا.

## الهدافون
عدد الأهداف المُسجلة  169 هدفًا  في 64 مباراة، بمتوسط 2.64 هدفًا في المباراة الواحدة.
6 أهداف
- هاري كين

4 أهداف
- روميلو لوكاكو
- أنطوان غريزمان
- كيليان مبابي
- كريستيانو رونالدو
- دينيس تشيريشيف

3 أهداف
- ياري مينا
- إدين هازارد
- دييغو كوستا
- إيفان بيريشيتش
- ماريو ماندجوكيتش
- أرتيم دزيوبا
- إدينسون كافاني

هدفان
- سيرخيو أغويرو
- ميلي يديناك
- نيمار
- فيليبي كوتينيو
- لوكا مودريتش
- محمد صلاح
- جون ستونز
- تاكاشي إينوي
- أحمد موسى
- سون هنغ من
- أندرياس غرانكفيست
- وهبي خزري
- لويس سواريز

هدف
- ليونيل ميسي
- ماركوس روخو
- أنخيل دي ماريا
- غابرييل ميركادو
- عدنان يانوزاي
- ميتشي باتشوايي
- دريس ميرتنز
- ناصر الشاذلي
- مروان فيلايني
- يان فيرتونغن
- كيفن دي بروين
- توماس مونييه
- باولينيو
- تياغو سيلفا
- روبرتو فيرمينو
- ريناتو أوغوستو
- خوان كوادرادو
- راداميل فالكاو
- خوان فرناندو كينتيرو
- كيندال واستون
- ميلان باديلي
- إيفان راكيتيتش
- أنته ريبيتش
- دوماغوي فيدا
- أندري كراماريتش
- كريستيان إريكسن
- ماتياس يورغنسن
- يوسف بولسن
- ديلي ألي
- جيسي لينغارد
- هاري ماغواير
- كيران تريبير
- بنجامين بافار
- بول بوغبا
- رافاييل فاران
- صامويل أومتيتي
- توني كروس
- ماركو رويس
- ألفريد فينبوغاسون
- غيلفي سيغوردسون
- كريم أنصاريفرد
- كيسوكي هوندا
- شينجي كاغاوا
- غينكي هاراغوتشي
- يويا أوساكو
- تشيشاريتو
- هيرفينغ لوزانو
- كارلوس فيلا
- خالد بوطيب
- يوسف النصيري
- فيكتور موسيس
- فيليبي بالوي
- أندريه كاريو
- باولو غيريرو
- غجيغوش كريتشوفياك
- يان بيدناريك
- بيبي
- ريكاردو كواريسما
- يوري غازينسكي
- ألكساندر غولوفين
- ماريو فيرنانديز
- سالم الدوسري
- سلمان الفرج
- ساديو ماني
- مباي نيانغ
- موسى واغيه
- ألكساندر كولاروف
- ألكساندر ميتروفيتش
- كم يونغ غوون
- ياغو أسباس
- إيسكو
- ناتشو
- لودفيغ أوغوستينسون
- أولا تويفونين
- إيميل فورسبيرغ
- يوسيب درميتش
- بليريم دزيمايلي
- شيردان شاقيري
- غرانيت جاكا
- ستيفن زوبر
- ديلان برون
- فرجاني ساسي
- فخر الدين بن يوسف
- خوسيه خيمينيز

هدف ذاتي
- عزيز بيهيتش (ضد فرنسا)
- فرناندينيو (ضد بلجيكا)
- ماريو ماندجوكيتش (ضد فرنسا)
- أحمد فتحي (ضد روسيا)
- إديسون ألفاريز (ضد السويد)
- عزيز بوحدوز (ضد إيران)
- أوجينيكارو إيتيبو (ضد كرواتيا)
- تياغو كيونيك (ضد السنغال)
- دينيس تشيريشيف (ضد الأوروغواي)
- سيرغي إيغناشيفيتش (ضد إسبانيا)
- يان سومر (ضد كوستاريكا)
- ياسين مرياح (ضد بنما)

مصدر: 

## صناعة الأهداف
هدفان
| - إيفر بانيغا - ليونيل ميسي - كيفن دي بروين - إدين هازارد - توماس مونييه - يوري تيليمانس | - ناصر الشاذلي - فيليبي كوتينيو - خاميس رودريغيز - خوان فرناندو كينتيرو - أنطوان غريزمان - لوكاس هيرنانديز | - أرتيم دزيوبا - ألكساندر غولوفين - فيكتور كلايسون - كارلوس أندريس سانشيز - وهبي خزري |

هدف واحد
| - كريستيان بافون - ماركوس روخو - روميلو لوكاكو - دريس ميرتنز - توبي ألدرفايريلد - دوغلاس كوستا - غابرييل جيسوس - نيمار - ويليان - خوان كوادرادو - جويل كامبل - ميلان باديلي - مارسيلو بروزوفيتش - ماتيو كوفاتشيتش - ماريو ماندجوكيتش - لوكا مودريتش - شيمي فرساليكو - إيفان بيريشيتش - يوسيب بيفاريتش - دوماغوي فيدا - توماس ديلاني - كريستيان إريكسن - نيكولاي يورغنسن - عبد الله السعيد | - جيسي لينغارد - هاري ماغواير - رحيم ستيرلينغ - كيران تريبير - أشلي يونغ - أوليفيه جيرو - كورينتين توليسو - ماركو رويس - توني كروس - كيسوكي هوندا - تاكاشي إينوي - يوتو ناغاتومو - شينجي كاغاوا - غاكو شيباساكي - تشيشاريتو - هيرفينغ لوزانو - فيصل فجر - كينيث أوميرو - فيكتور موسيس - ريكاردو أفيلا - باولو غيريرو - كاميل غروشيتسكي - رافال كورزاوا - غونسالو غيديس | - جواو موتينيو - رافاييل غيريرو - أدريين سيلفا - رومان زوبنين - إيليا كوتيبوف - ماريو فيرنانديز - ألان دزاغويف - عبد الله عطيف - مباي نيانغ - دوشان تاديتش - لي جاي سونج - جو سي جونغ - سيرجيو بوسكيتس - أندريس إنييستا - داني كارفاخال - أولا تويفونين - ماريو غافرانوفيتش - شيردان شاقيري - بريل إمبولو - دينيس زكريا - حمدي النقاز - أسامة الحدادي - رودريغو بنتانكور - لويس سواريز |

## جائزة المباراة

### رجل المباراة
| الترتيب | اللاعب             | المنتخب        | المنافس                                                                           | مرات الفوز بالجائزة |
| ------- | ------------------ | -------------- | --------------------------------------------------------------------------------- | ------------------- |
| 1       | أنطوان غريزمان     | فرنسا          | منتخب أستراليا (المجموعات) منتخب الأوروغواي (ربع النهائي) منتخب كرواتيا (النهائي) | 3                   |
| 1       | هاري كين           | إنجلترا        | منتخب تونس (المجموعات)، منتخب بنما (المجموعات) منتخب كولومبيا (دور الـ 16)        | 3                   |
| 1       | لوكا مودريتش       | كرواتيا        | منتخب نيجيريا (المجموعات)، منتخب الأرجنتين (المجموعات) منتخب روسيا (نصف النهائي)  | 3                   |
| 1       | إدين هازارد        | بلجيكا         | منتخب تونس (المجموعات) منتخب اليابان (دور الـ 16) منتخب إنجلترا (المركز الثالث)   | 3                   |
| 2       | دينيس تشيريشيف     | روسيا          | منتخب السعودية (المجموعات)، منتخب مصر (المجموعات)                                 | 2                   |
| 2       | كريستيانو رونالدو  | البرتغال       | منتخب إسبانيا (المجموعات)، منتخب المغرب (المجموعات)                               | 2                   |
| 2       | فيليبي كوتينيو     | البرازيل       | منتخب سويسرا (المجموعات)، منتخب كوستاريكا (المجموعات)                             | 2                   |
| 2       | لويس سواريز        | الأوروغواي     | منتخب السعودية (المجموعات)، منتخب روسيا (المجموعات)                               | 2                   |
| 2       | كيليان مبابي       | فرنسا          | منتخب البيرو (المجموعات) منتخب الأرجنتين (دور الـ 16)                             | 2                   |
| 8       | محمد صلاح          | مصر            | منتخب السعودية (المجموعات)                                                        | 1                   |
| 8       | محمد الشناوي       | مصر            | منتخب الأوروغواي (المجموعات)                                                      | 1                   |
| 8       | أمين حاريث         | المغرب         | منتخب إيران (المجموعات)                                                           | 1                   |
| 8       | هانس هالدورسون     | آيسلندا        | منتخب الأرجنتين (المجموعات)                                                       | 1                   |
| 8       | يوسف بولسن         | الدنمارك       | منتخب بيرو (المجموعات)                                                            | 1                   |
| 8       | ألكساندر كولاروف   | صربيا          | منتخب صربيا (المجموعات)                                                           | 1                   |
| 8       | هيرفينغ لوزانو     | المكسيك        | منتخب ألمانيا (المجموعات)                                                         | 1                   |
| 8       | أندرياس غرانكفيست  | السويد         | منتخب كوريا الجنوبية (المجموعات)                                                  | 1                   |
| 8       | روميلو لوكاكو      | بلجيكا         | منتخب بنما (المجموعات)                                                            | 1                   |
| 8       | دييغو كوستا        | إسبانيا        | منتخب إيران (المجموعات)                                                           | 1                   |
| 8       | كريستيان إريكسن    | الدنمارك       | منتخب أستراليا (المجموعات)                                                        | 1                   |
| 8       | تشيشاريتو          | المكسيك        | منتخب كوريا الجنوبية (المجموعات)                                                  | 1                   |
| 8       | ساديو ماني         | السنغال        | منتخب اليابان (المجموعات)                                                         | 1                   |
| 8       | أحمد موسى          | نيجيريا        | منتخب آيسلندا (المجموعات)                                                         | 1                   |
| 8       | مباي نيانغ         | السنغال        | منتخب بولندا (المجموعات)                                                          | 1                   |
| 8       | يويا أوساكو        | اليابان        | منتخب كولومبيا (المجموعات)                                                        | 1                   |
| 8       | ماركو رويس         | ألمانيا        | منتخب السويد (المجموعات)                                                          | 1                   |
| 8       | خاميس رودريغيز     | كولومبيا       | منتخب بولندا (المجموعات)                                                          | 1                   |
| 8       | شيردان شاقيري      | سويسرا         | منتخب صربيا (المجموعات)                                                           | 1                   |
| 8       | ريكاردو كواريسما   | البرتغال       | منتخب إيران (المجموعات)                                                           | 1                   |
| 8       | إيسكو              | إسبانيا        | منتخب المغرب (المجموعات)                                                          | 1                   |
| 8       | أندريه كاريو       | بيرو           | منتخب الدنمارك (المجموعات)                                                        | 1                   |
| 8       | نغولو كانتي        | فرنسا          | منتخب أستراليا (المجموعات)                                                        | 1                   |
| 8       | ميلان باديلي       | كرواتيا        | منتخب آيسلندا (المجموعات)                                                         | 1                   |
| 8       | ليونيل ميسي        | الأرجنتين      | منتخب نيجيريا (المجموعات)                                                         | 1                   |
| 8       | بليريم جمايلي      | سويسرا         | منتخب كوستاريكا (المجموعات)                                                       | 1                   |
| 8       | لودفيغ أوغوستينسون | السويد         | منتخب المكسيك (المجموعات)                                                         | 1                   |
| 8       | تشو هيون-وو        | كوريا الجنوبية | منتخب ألمانيا (المجموعات)                                                         | 1                   |
| 8       | باولينيو           | البرازيل       | منتخب صربيا (المجموعات)                                                           | 1                   |
| 8       | ياري مينا          | كولومبيا       | منتخب السنغال (المجموعات)                                                         | 1                   |
| 8       | يان بيدناريك       | بولندا         | منتخب بولندا (المجموعات)                                                          | 1                   |
| 8       | فخر الدين بن يوسف  | تونس           | منتخب بنما (المجموعات)                                                            | 1                   |
| 8       | عدنان يانوزاي      | بلجيكا         | منتخب إنجلترا (المجموعات)                                                         | 1                   |
| 8       | إدينسون كافاني     | الأوروغواي     | منتخب البرتغال (دور الـ 16)                                                       | 1                   |
| 8       | إيغور أكينفيف      | روسيا          | منتخب إسبانيا (دور الـ 16)                                                        | 1                   |
| 8       | نيمار              | البرازيل       | منتخب المكسيك (دور الـ 16)                                                        | 1                   |
| 8       | كاسبر شمايكل       | الدنمارك       | منتخب كرواتيا (دور الـ 16)                                                        | 1                   |
| 8       | إيميل فورسبيرغ     | السويد         | منتخب سويسرا (دور الـ 16)                                                         | 1                   |
| 8       | إدين هازارد        | بلجيكا         | منتخب البرازيل (نصف النهائي)                                                      | 1                   |
| 8       | جوردان بيكفورد     | إنجلترا        | منتخب السويد (نصف النهائي)                                                        | 1                   |
| 8       | صامويل أومتيتي     | فرنسا          | منتخب بلجيكا (نصف النهائي)                                                        | 1                   |
| 8       | إيفان بيريشيتش     | كرواتيا        | منتخب إنجلترا (نصف النهائي)                                                       | 1                   |

### نظافة الشباك
| الترتيب | اللاعب            | المنتخب        | المنافس                                                                                | مرات الفوز بالجائزة |
| ------- | ----------------- | -------------- | -------------------------------------------------------------------------------------- | ------------------- |
| 1       | فيرناندو موسليرا  | الأوروغواي     | منتخب مصر (المجموعات)،، منتخب السعودية (المجموعات)،، منتخب روسيا (المجموعات)           | 3                   |
| 1       | أليسون بيكر       | البرازيل       | منتخب كوستاريكا (المجموعات)، منتخب صربيا (المجموعات)، منتخب المكسيك (دور الـ 16)       | 3                   |
| 1       | روبن أولسن        | السويد         | منتخب كوريا الجنوبية (المجموعات)، منتخب المكسيك (المجموعات)، منتخب سويسرا (دور الـ 16) | 3                   |
| 1       | هوغو لوريس        | فرنسا          | منتخب البيرو (المجموعات)، منتخب الأوروغواي (ربع النهائي)، منتخب بلجيكا (نصف النهائي)   | 3                   |
| 1       | تيبو كورتوا       | بلجيكا         | منتخب بنما (المجموعات)، منتخب إنجلترا (المجموعات)، منتخب إنجلترا (المركز الثالث)       | 3                   |
| 2       | دانييل سوباشيتش   | كرواتيا        | منتخب نيجيريا (المجموعات)، منتخب الأرجنتين (المجموعات)                                 | 2                   |
| 2       | كاسبر شمايكل      | الدنمارك       | منتخب بيرو (المجموعات)، منتخب الدنمارك (المجموعات)                                     | 2                   |
| 2       | دافيد أوسبينا     | كولومبيا       | منتخب بولندا (المجموعات)، منتخب السنغال (المجموعات)                                    | 2                   |
| 9       | إيغور أكينفيف     | روسيا          | منتخب السعودية (المجموعات)                                                             | 1                   |
| 9       | علي رضا بيرانوند  | إيران          | منتخب المغرب (المجموعات)                                                               | 1                   |
| 9       | ألكساندر كولاروف  | صربيا          | منتخب كوستاريكا (المجموعات)                                                            | 1                   |
| 9       | غييرمو أوتشوا     | المكسيك        | منتخب ألمانيا (المجموعات)                                                              | 1                   |
| 9       | دافيد دي خيا      | إسبانيا        | منتخب المغرب (المجموعات)                                                               | 1                   |
| 9       | روي باتريسيو      | البرتغال       | منتخب المغرب (المجموعات)                                                               | 1                   |
| 9       | إيكيتشوكوو إيزنوا | نيجيريا        | منتخب آيسلندا (المجموعات)                                                              | 1                   |
| 9       | بيدرو غاييسي      | بيرو           | منتخب أستراليا (المجموعات)                                                             | 1                   |
| 9       | ستيف مانداندا     | فرنسا          | منتخب الدنمارك (المجموعات)                                                             | 1                   |
| 9       | لوكاس فابيانسكي   | بولندا         | منتخب بولندا (المجموعات)                                                               | 1                   |
| 9       | تشو هيون-وو       | كوريا الجنوبية | منتخب ألمانيا (المجموعات)                                                              | 1                   |
| 9       | جوردان بيكفورد    | إنجلترا        | منتخب السويد (ربع النهائي)                                                             | 1                   |

## الإنضباط
آخر تحديث 20 يونيو 2018.
- مجموع البطاقات الصفراء: 56
- متوسط عدد البطاقات الصفراء في كل مباراة: 2.80
- مجموع البطاقات الحمراء: 1
- متوسط عدد البطاقات الحمراء في كل مباراة: 0.05
- أول بطاقة صفراء في المسابقة:
ألكساندر غولوفين لصالح روسيا ضد السعودية
- أول بطاقة حمراء في المسابقة:
كارلوس سانشيز لصالح كولومبيا ضد اليابان
- أسرع بطاقة صفراء من إنطلاقة المباراة: 10 دقائق 
 مسعود شجاعي لصالح إيران ضد المغرب
- أسرع بطاقة صفراء بعد الدخول كبديل: 3 دقائق 
 أدريين سيلفا لصالح البرتغال ضد المغرب (دخل في الدقيقة الـ89)
- آخر بطاقة صفراء في مباراة بدون الوقت الإضافي: 90+8 دقيقة 
 ألكسندر بريجوفيتش لصالح صربيا ضد كوستاريكا
- أسرع طرد من إنطلاقة المباراة: 3 دقائق 
 كارلوس سانشيز لصالح كولومبيا ضد اليابان
- آخر طرد في مباراة بدون وقت إضافي: 3 دقائق 
 كارلوس سانشيز لصالح كولومبيا ضد اليابان
- أكبر عدد من البطاقات الصفراء (منتخب): 5 
 إيران، بنما
- أكبر عدد من البطاقات الحمراء (منتخب): 1 
 كولومبيا
- أكبر عدد من البطاقات الصفراء (لاعب): 1 
 تيسير الجاسم، وحيد أميري، كريم أنصاريفرد، إدجار بارسيناس، ويلمار باريوس، عزيز بيهيتش، فالون بهرامي، المهدي بن عطية، مارسيلو بروزوفيتش، سيرجيو بوسكيتس، فرانسيسكو كالفو، كاسيميرو، فيكتور كلايسون، أرماندو كوبر، إريك ديفيز، كيفين دي بروين، توماس ديلاني، أميد إبراهيمي، كريم الأحمدي، برونو فرنانديز، أنيبال غودوي، ألكساندر غولوفين، إدريسا غاي، دافيد غوزمان، أحمد حجازي، هكتور هيريرا، ماتس هوملز، هوانغ هي-تشان، برانيسلاف إيفانوفيتش، علي رضا جهانبخش، إيجي كاواشيما، كم شن ووك، غجيغوش كريتشوفياك، ماثيو لكي، ستيفان ليختشتاينر، توماس مونييه، هيكتور مورينو، سام مرسي، توماس مولر، مايكل أمير موريو، يوسف بولسن، ألكسندر بريجوفيتش، إيفان راكيتيتش، جوش ريسدون، خاميس رودريغيز، ساليف ساني، فابيان شير، مسعود شجاعي، أدريين سيلفا، فيودور سمولوف، ريناتو تابيا، كورينتين توليسو، محمود تريزيجيه، ووليام ايكونج تروست، يان فيرتونخين، كايل ووكر
- أكبر عدد من البطاقات الحمراء (لاعب): 1 
 كارلوس سانشيز
- أكبر عدد من البطاقات الصفراء (مباراة): 8 
 بلجيكا ضد بنما
- أكبر عدد من البطاقات الحمراء (مباراة): 1 
 كولومبيا ضد اليابان
- أقل عدد من البطاقات الصفراء (مباراة): 0 
 الأرجنتين ضد آيسلندا، الأوروغواي ضد السعودية
- أكبر عدد من البطاقات في مباراة واحدة: 8 بطاقات صفراء 
 بلجيكا ضد بنما

## الترتيب النهائي
| مركز                          | فريق           | المجموعة | لعب | ف | ت | خ | نقاط | أ.له | أ.ع | ف.أ |
| ----------------------------- | -------------- | -------- | --- | - | - | - | ---- | ---- | --- | --- |
| 1                             | فرنسا          | ج        | 7   | 6 | 1 | 0 | 19   | 14   | 6   | +8  |
| 2                             | كرواتيا        | د        | 7   | 4 | 2 | 1 | 14   | 14   | 9   | +5  |
| 3                             | بلجيكا         | ص        | 7   | 6 | 0 | 1 | 18   | 16   | 6   | +10 |
| 4                             | إنجلترا        | ص        | 7   | 3 | 1 | 3 | 10   | 12   | 8   | +4  |
| تم إقصائهم من دور ربع النهائي |                |          |     |   |   |   |      |      |     |     |
| 5                             | الأوروغواي     | أ        | 5   | 4 | 0 | 1 | 12   | 7    | 3   | +4  |
| 6                             | البرازيل       | ر        | 5   | 3 | 1 | 1 | 10   | 8    | 3   | +5  |
| 7                             | السويد         | س        | 5   | 3 | 0 | 2 | 9    | 6    | 4   | +2  |
| 8                             | روسيا          | أ        | 5   | 2 | 2 | 1 | 8    | 11   | 7   | +4  |
| تم إقصائهم من الدور الـ 16    |                |          |     |   |   |   |      |      |     |     |
| 9                             | كولومبيا       | ط        | 4   | 2 | 1 | 1 | 7    | 6    | 3   | +3  |
| 10                            | إسبانيا        | ب        | 4   | 1 | 3 | 0 | 6    | 7    | 6   | +1  |
| 11                            | الدنمارك       | ج        | 4   | 1 | 3 | 0 | 6    | 3    | 2   | +1  |
| 12                            | المكسيك        | س        | 4   | 2 | 0 | 2 | 6    | 3    | 6   | -3  |
| 13                            | البرتغال       | ب        | 4   | 1 | 2 | 1 | 5    | 6    | 6   | 0   |
| 14                            | سويسرا         | ر        | 4   | 1 | 2 | 1 | 5    | 5    | 5   | 0   |
| 15                            | اليابان        | ط        | 4   | 1 | 1 | 2 | 4    | 6    | 7   | -1  |
| 16                            | الأرجنتين      | د        | 4   | 1 | 1 | 2 | 4    | 6    | 9   | -3  |
| تم إقصائهم من الدور المجموعات |                |          |     |   |   |   |      |      |     |     |
| 17                            | السنغال        | ط        | 3   | 1 | 1 | 1 | 4    | 4    | 4   | 0   |
| 18                            | إيران          | ب        | 3   | 1 | 1 | 1 | 4    | 2    | 2   | 0   |
| 19                            | كوريا الجنوبية | س        | 3   | 1 | 0 | 2 | 3    | 3    | 3   | 0   |
| 20                            | بيرو           | ج        | 3   | 1 | 0 | 2 | 3    | 2    | 2   | 0   |
| 21                            | نيجيريا        | د        | 3   | 1 | 0 | 2 | 3    | 3    | 4   | -1  |
| 22                            | ألمانيا        | س        | 3   | 1 | 0 | 2 | 3    | 2    | 4   | -2  |
| 22                            | صربيا          | ر        | 3   | 1 | 0 | 2 | 3    | 2    | 4   | -2  |
| 24                            | تونس           | ص        | 3   | 1 | 0 | 2 | 3    | 2    | 5   | -3  |
| 25                            | بولندا         | ط        | 3   | 1 | 0 | 2 | 3    | 2    | 5   | -3  |
| 26                            | السعودية       | أ        | 3   | 1 | 0 | 2 | 3    | 2    | 7   | -5  |
| 27                            | المغرب         | ب        | 3   | 0 | 1 | 2 | 1    | 2    | 4   | -2  |
| 28                            | آيسلندا        | د        | 3   | 0 | 1 | 2 | 1    | 2    | 5   | -3  |
| 28                            | كوستاريكا      | ر        | 3   | 0 | 1 | 2 | 1    | 2    | 5   | -3  |
| 28                            | أستراليا       | ج        | 3   | 0 | 1 | 2 | 1    | 2    | 5   | -3  |
| 31                            | مصر            | أ        | 3   | 0 | 0 | 3 | 0    | 2    | 6   | -4  |
| 32                            | بنما           | ص        | 3   | 0 | 0 | 3 | 0    | 2    | 11  | -9  |